# Désiré Mbonabucya
Désiré Mbonabucya, né à Kigali le 25 février 1977, est un joueur de football international rwandais qui évoluait au poste d'Attaquant. Il joue toute sa carrière en Belgique, à l'exception de trois saisons passées en Turquie. Il compte trente sélections en équipe nationale rwandaise, avec laquelle il participe à la Coupe d'Afrique des nations 2004. Il prend sa retraite sportive en 2011.

## Carrière
Formé au Rwanda, son pays natal, Désiré Mbonabucya est recruté en janvier 1996 par le FC Malines, un club de première division belge. Il dispute son premier match officiel le 11 février, en déplacement au KSV Waregem. Il joue peu jusqu'en fin de saison, se contenant de six rencontres en compétition officielle. La saison suivante, il s'impose dans le onze de base malinois et, avec dix buts inscrits en championnat, il est le meilleur buteur de son équipe. Malheureusement, cela ne suffit pas à lui éviter la relégation en Division 2 au terme de la saison.
Désiré Mbonabucya part alors en Turquie, où il rejoint Gaziantepspor. Après une première saison difficile, il devient un joueur important de l'équipe lors de la saison 1998-1999. En 2000 cependant, le club turc connaît des problèmes financiers et ne paie plus ses joueurs pendant plusieurs mois. Mbonabucya décide alors de retourner en Belgique et s'engage avec le Saint-Trond VV, un transfert un temps bloqué par Gaziantepspor avant d'être autorisé par la FIFA. Dans le Limbourg, il trouve régulièrement le chemin des filets et est le meilleur buteur de son équipe quatre saisons consécutives, inscrivant notamment 17 buts lors de la saison 2001-2002. Il dispute la finale de Coupe de Belgique 2003, perdue face à la RAA Louviéroise.
En juin 2004, le nouvel entraîneur trudonnaire Marc Wilmots lui signifie qu'il peut partir. Il est alors prêté pour un an à Beringen Heusden-Zolder, tout juste relégué en deuxième division. Hélas, il se blesse sérieusement après la première rencontre de championnat et reste écarté des terrains jusqu'au mois de janvier 2005. En fin de saison, il retourne à Saint-Trond où il reçoit une nouvelle chance. Après une bonne saison, il est victime d'une grave blessure au genou lors d'un stage avec l'équipe nationale rwandaise en août 2006, qui le tient écarté jusqu'à la fin de l'année, puis finalement durant toute la saison. En juin 2007, son contrat arrive à terme et il est laissé libre par la direction du club.
Désiré Mbonabucya s'entraîne quelques semaines avec le Verbroedering Geel, disputant cinq rencontres de préparation avec l'équipe première, mais les problèmes extra-sportifs du club le poussent à chercher un autre employeur. Il signe finalement un contrat d'un an avec le KVK Tirlemont, en Division 2. Il ne joue que deux rencontres en début de saison avec son nouveau club avant d'être écarté de l'équipe. Sans club en fin de saison, il reste plusieurs mois sans jouer et retrouve de l'embauche en février 2009 à la RUS Albert Schaerbeek, en première provinciale brabançonne. Il y joue un an et demi puis met un terme à sa carrière professionnelle.

### En équipe nationale
Entre 2000 et 2005, Désiré Mbonabucya est sélectionné à trente reprises en équipe nationale du Rwanda, inscrivant 22 buts. Avec son équipier Claude Kalisa, il forme l'épine dorsale de l'équipe qui participe à la Coupe d'Afrique des nations 2004, où  elle est éliminée au premier tour. Il revient en équipe nationale en août 2006 pour prendre part à un stage de préparation en Allemagne mais il se blesse gravement au genou droit, une blessure qui compromet la suite de sa carrière.

## Statistiques
| Saison                | Club                    | Championnat           | Championnat | Championnat | Coupe(s) nationale(s) | Coupe(s) nationale(s) | Total | Total |
| Saison                | Club                    | Division              | M.          | B.          | M.                    | B.                    | M.    | B.    |
| 1995-1996             | FC Malines              | Division 1            | 6           | 1           | 0                     | 0                     | 6     | 1     |
| 1996-1997             | FC Malines              | Division 1            | 33          | 10          | 2                     | 0                     | 35    | 10    |
| Sous-total            | Sous-total              | Sous-total            | 39          | 11          | 2                     | 0                     | 41    | 11    |
| 1997-1998             | Gaziantepspor           | Süper Lig             | 16          | 4           | -                     | -                     | 16    | 4     |
| 1998-1999             | Gaziantepspor           | Süper Lig             | 31          | 10          | -                     | -                     | 31    | 10    |
| 1999-2000             | Gaziantepspor           | Süper Lig             | 25          | 9           | -                     | -                     | 25    | 9     |
| Sous-total            | Sous-total              | Sous-total            | 72          | 23          | -                     | -                     | 72    | 23    |
| 2000-2001             | K Saint-Trond VV        | Division 1            | 27          | 9           | 3                     | 1                     | 30    | 10    |
| 2001-2002             | K Saint-Trond VV        | Division 1            | 26          | 17          | 3                     | 0                     | 29    | 17    |
| 2002-2003             | K Saint-Trond VV        | Division 1            | 32          | 14          | 7                     | 3                     | 39    | 17    |
| 2003-2004             | K Saint-Trond VV        | Division 1            | 27          | 9           | 0                     | 0                     | 27    | 9     |
| Sous-total            | Sous-total              | Sous-total            | 112         | 49          | 13                    | 4                     | 125   | 53    |
| 2004-2005             | Beringen Heusden-Zolder | Division 2            | 10          | 2           | 0                     | 0                     | 10    | 2     |
| Sous-total            | Sous-total              | Sous-total            | 10          | 2           | 0                     | 0                     | 10    | 2     |
| 2005-2006             | K Saint-Trond VV        | Division 1            | 27          | 8           | 4                     | 1                     | 31    | 9     |
| 2006-2007             | K Saint-Trond VV        | Division 1            | 1           | 0           | 0                     | 0                     | 1     | 0     |
| Sous-total            | Sous-total              | Sous-total            | 28          | 8           | 4                     | 1                     | 32    | 9     |
| 2007-2008             | KVK Tirlemont           | Division 2            | 1           | 0           | 1                     | 0                     | 2     | 0     |
| Sous-total            | Sous-total              | Sous-total            | 1           | 0           | 1                     | 0                     | 2     | 0     |
| 2009-2010             | RUS Albert Schaerbeek   | 1re prov.             | -           | -           | -                     | -                     | 0     | 0     |
| 2010-2011             | RUS Albert Schaerbeek   | 1re prov.             | -           | -           | -                     | -                     | 0     | 0     |
| Sous-total            | Sous-total              | Sous-total            | -           | -           | -                     | -                     | 0     | 0     |
| Total sur la carrière | Total sur la carrière   | Total sur la carrière | 262         | 2           | 20                    | 5                     | 282   | 7     |